# Percussion (physique)
Pour les articles homonymes, voir Percussion.
Ne doit pas être confondu avec moment linéaire.
En mécanique rationnelle, la percussion, ou l'impulsion subie par un objet entre deux instants t1 et t2 est l'intégrale :
{\displaystyle {\vec {P}}=\int _{t_{1}}^{t_{2}}{\vec {F}}\,\mathrm {d} t} ,
où {\displaystyle {\vec {F}}} désigne la résultante des forces appliquées à l'objet.
La notion de percussion est particulièrement pertinente pour l'étude des chocs, dont la durée t2 – t1 est extrêmement petite et pendant lesquels l'intensité des forces de contact est extrêmement grande (pendant le choc on peut négliger les autres forces).
Du principe fondamental de la dynamique on déduit facilement que la variation de la quantité de mouvement de l'objet pendant le choc est égale à la percussion :
{\displaystyle \Delta {\vec {p}}={\vec {P}}}.